# Терлой (село)
Терлой (чечен. ТӀерлой) — село в Итум-Калинском районе Чеченской Республики Российской Федерации. Входит в Моцкаройское сельское поселение.

## География
Село расположено на реке Бара, на окраинах села Моцкарой, в 17 км по прямой к северо-западу от районного центра Итум-Кали.
Ближайший населённый пункт — село Моцкарой.

## Название
Наименование дано по названию одного из чеченских тайпов — Терлой.

## История
Законом Чеченской Республики от 29 октября 2021 года на территории Моцкаройского сельского поселения было решено образовать новое село с предполагаемым названием Терлой с перспективой превращения его в административный центр Моцкаройского сельского поселения под новым планируемым наименованием Терлойское.
Распоряжением Правительства Российской Федерации от 11 июля 2022 года новообразованное село получило официальное наименование Терлой. Позже оно было включено в перечни населённых пунктов района и сельского поселения.